# Thiên hoàng Sutoku
Thiên hoàng Sutoku (崇徳 Sutoku- Tenno ?, 07 tháng 7 năm 1119 - 14 tháng 9 năm 1164) là Thiên hoàng thứ 75 của Nhật Bản theo danh sách kế thừa truyền thống
Triều đại Sutoku kéo dài từ năm 1123 đến năm 1142

## Tường thuật truyền thống
Trước khi lên ngôi, ông có tên cá nhân của mình (imina) là Akihito (顕仁). Akihito là con trai cả của Thiên hoàng Toba, trong khi một số thuyết cho rằng ông lại là con trai của cuộc ngoại tình giữa vợ của Toba với ông cố nội là Pháp hoàng Shirakawa. Tên cá nhân của ông có sự tương đồng với vị Thái Thượng Thiên hoàng hiện nay của Nhật Bản, Akihito (明仁); nhưng về mặt chữ Hán thì tên thật của hai ông có sự khác nhau rõ nét.

## Lên ngôi Thiên hoàng
Ngày 25 tháng 2 năm 1123, Thiên hoàng Toba bị ông cố nội là Pháp hoàng Shirakawa bức nhường ngôi cho con là Thân vương Akihito lúc ấy mới 4 tuổi. Thân vương lãnh chiếu lên ngôi.
Tháng 3/1123, thân vương chính thức lên ngôi, lấy hiệu là Thiên hoàng Sutoku. Ông cải niên hiệu của cha thành niên hiệu Hōan nguyên niên (1123–1124).
Tháng 3/1124, Pháp hoàng Shirakawa và Thượng hoàng Toba tổ chức cuộc vi hành đi khắp quốc gia Nhật Bản. Đoàn vi hành của Pháp hoàng khá dài với sự tham gia  của nhiều thành viên hoàng gia, trong đó có nhiều hoàng hậu và cung nhân Nhật Bản. Công nương Taiken-mon In (mẹ của Thiên hoàng Sutoku) có mặt trong chuyến vi hành này. Đoàn vi hành của Pháp hoàng được trang trí rực rỡ với nhiều màu sắc, có sự bảo vệ của hàng ngàn quân lính Nhật Bản. Fujiwara Tadamichi đã mang theo xe ngựa, các nhạc công của các ban nhạc lớn để phục vụ cho đoàn vi hành của Pháp hoàng Shirakawa và Thượng hoàng Toba.
Năm 1124 (niên hiệu Tenji 1, tháng thứ 10): Đoàn vi hành của Pháp hoàng Shirakawa thăm núi Koya.
Tháng 11/1125 (Tenji 2): Thiên hoàng Sutoku đã đến thăm đền Iwashimizu và miếu Kamo. Sau đó, ông cũng đã đến thăm đền thờ Hirano, Ōharano, Mutsunoo, Kitan, Gion và nhiều nơi khác.
Tháng 4/1128 (tháng 3 của niên hiệu Daiji thứ 3): Thái hậu Taiken-mon In ra lệnh xây dựng chùa Enshō-ji để làm trọn lời thề thiêng liêng. Đây là một loạt các ngôi chùa "thiêng liêng" được xây theo lệnh của Pháp hoàng Shirakawa
Tháng 7/1128, Fujiwara Tadamichi giảm trách nhiệm làm Nhiếp chính và ông ta cũng nhận thêm chức kampaku (Quan bạch).
Tháng 1/1142, Pháp hoàng Toba ép Sutoku thoái vị, nhường ngôi cho cho em trai khác mẹ lúc đó mới có 3 tháng tuổi là hoàng tử Narihito. Hoàng tử sẽ lên ngôi, hiệu là Thiên hoàng Konoe.

## Sau khi thoái vị
Sau khi bị cha bức phải nhường ngôi cho em trai, Sutoku trở thành Thượng hoàng và bắt đầu mâu thuẫn sâu sắc với Toba. Thượng hoàng lui về ở ẩn tại Tân viện (hay Tán Kỳ viện), bắt đầu triệu tập các nhà thơ và ra lệnh họ sưu tập các bài thơ Waka rồi tổng hợp thành một quyển thơ có tên Shika Wakashū.
Năm 1155 - 1156, sau khi Thiên hoàng Konoe và Pháp hoàng Toba vừa chết, Thiên hoàng Go-Shirakawa chưa ổn định được ngôi vị thì Thượng hoàng Sutoku được sự ủng hộ của Minamoto Tameyoshi, Tametomo và Taira Tadamasa đã đem quân tấn công quân đội của tân Thiên hoàng. Lịch sử Nhật Bản gọi đây là Cuộc bạo loạn Hōgen nguyên niên (7/1156). Kế hoạch đã được phe Thượng hoàng thảo ra nhằm phục vị cho Thượng hoàng Sutoku ở kinh đô, nhưng khi thực hiện thì các tướng chỉ huy có mâu thuẫn về kế hoạch khởi loạn:  Minamoto no Tametomo (con trai của Minamoto no Tameyoshi) đề nghị một cuộc tấn công ban đêm vào cung điện của Thiên hoàng, nhưng Fujiwara no Yorinaga từ chối chiến lược này. Lợi dụng mâu thuẫn này, quân đội của phe Thiên hoàng bắt đầu tấn công đối phương. Cuộc tấn công giữa hai phe diễn ra cho đến giữa tháng 8, quân đội của Thiên hoàng giành thắng lợi. Thượng hoàng Sutoku bị bắt lưu đày ở Sanuki (nay là tỉnh Kagawa trên đảo Shikoku). Nhóm Yorinaga và Tameyoshi bị sát hại.
Tháng 9/1164, Thượng hoàng Sutoku qua đời ở nơi lưu đày. Thượng hoàng không có con.

### Kugyō
- Sesshō, Fujiwara Tadamichi, 1097-1164.
- Daijō daijin, Fujiwara Tadamichi.
- tả đại thần
- hữu đại thần
- Nadaijin, Fujiwara Yorinaga, 1120-1156.
- đại nạp ngôn

### Niên hiệu
- Hōan (1120-1124)
- Tenji (1124-1126)
- Daiji (1126-1131)
- Tensho (1131-1132)
- Chōshō (1132-1135)
- Hoen (1135-1141)
- Eiji (1141-1142)